# Pedro Rodríguez (ciclista)
Pedro Álvaro Rodríguez Rosero (n. 18 de octubre de 1966, Tulcán, Ecuador), es un ciclista ecuatoriano. Su carrera profesional se produjo entre los años 1992 y 1995. Apodado El Águila de Tulcán. Participó en los Juegos Olímpicos de Atlanta 1996, en representación de Ecuador en la categoría individual carretera junto a sus compañeros Héctor Chiles y Paulo Caicedo.
Vencedor por cinco ocasiones en la Vuelta Ciclista a Ecuador, su primer título lo obtuvo en 1988, con 21 años de edad.
También fue protagonista de competencias de renombre internacional como la Vuelta a Colombia, el Clásico RCN, ganando etapas o finalizando en el podio en las clasificaciones generales.

## Palmarés
1988
- Vuelta al Ecuador
- 1 etapa Vuelta a Costa Rica

1989
- Campeón Bolivariano de RUTA - medalla de oro

1990
- Vuelta al Ecuador

1991
- Vuelta al Ecuador
- 1 etapa Vuelta a Costa Rica

1993
- Vuelta al Ecuador

1994
- 1 etapa Clásico RCN 1994

1995
- Vuelta al Ecuador
- Vuelta a Mendoza, más 3 etapas
- 2 etapas de la Vuelta a Colombia